# Schrankia kogii
Schrankia kogii là một loài bướm đêm trong họ Erebidae.